# Limnophora soror
Limnophora soror este o specie de muște din genul Limnophora, familia Muscidae, descrisă de Robineau-desvoidy în anul 1830. Conform Catalogue of Life specia Limnophora soror nu are subspecii cunoscute.